# Étriac
Étriac est une commune du sud-ouest de la France, située dans le département de la Charente (région Nouvelle-Aquitaine).
Ses habitants sont les Étriacais et les Étriacaises.

## Géographie

### Localisation et accès
Étriac est une petite commune située 19 km au sud-ouest d'Angoulême et 7 km au nord-ouest de Blanzac, chef-lieu de son canton.
Elle est aussi à 8 km de Châteauneuf et de Roullet, 12 km de Barbezieux et de Mouthiers-sur-Boëme.
La commune est traversée par la D 10, route de Cognac à Aubeterre par Châteauneuf et Blanzac. La N 10 entre Angoulême et Bordeaux passe au nord-ouest de la commune et on y accède par l'échangeur de Pétignac sur la D 10. La  .107, route de Jurignac à Mouthiers, passe à 0,4 km au nord du bourg.

### Hameaux et lieux-dits
Comme de nombreuses communes en Charente, Étriac comporte de nombreuses fermes et hameaux et le bourg n'est pas plus gros qu'un de ceux-ci. On peut citer chez Chiron juste à côté du bourg, Bois-Vert au nord-est, chez Briet et les Trois Voûtes à l'est, les Goursolles au sud.

### Communes limitrophes
|                | Roullet-Saint-Estèphe | Claix |
|                | Étriac                |       |
| Val des Vignes |                       |       |

### Géologie et relief

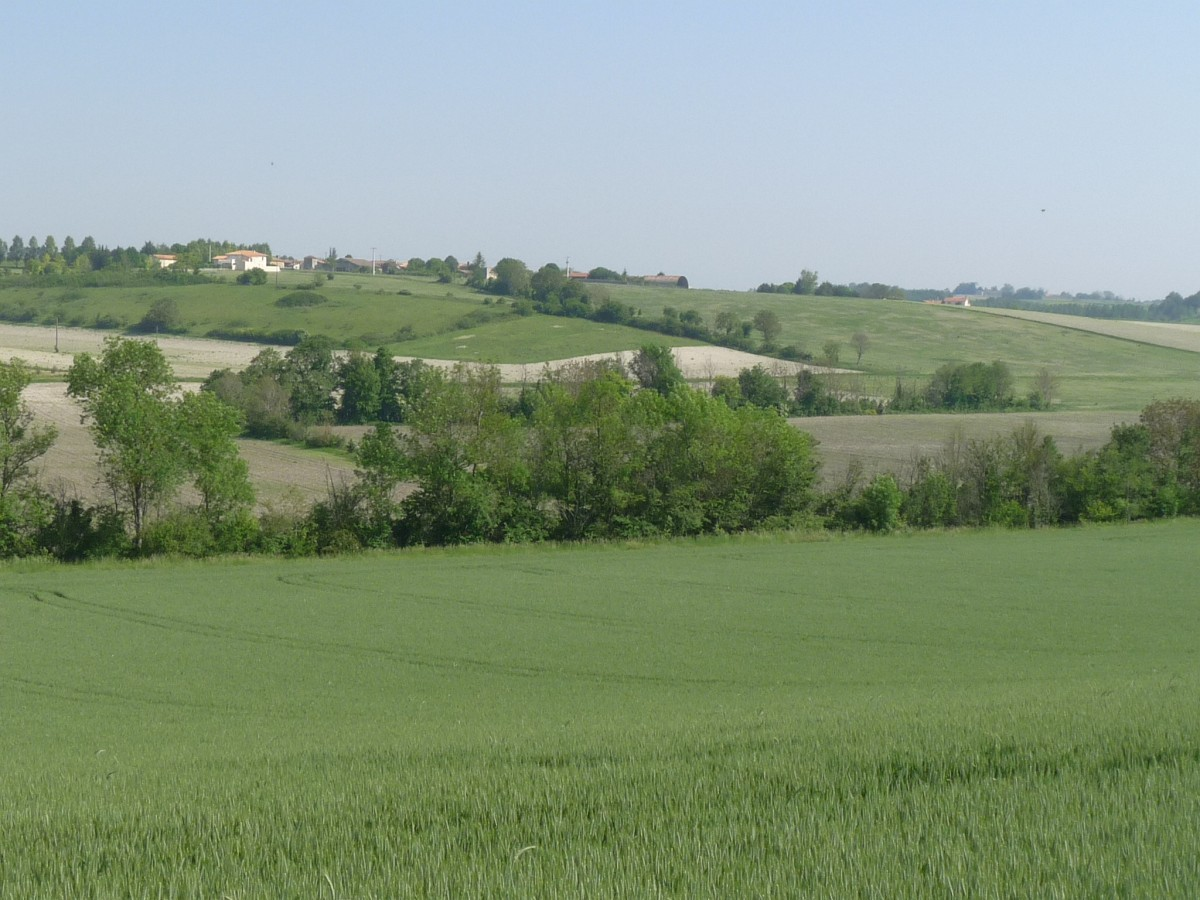
La vallée de l'Écly, vue d'Aubeville.

La commune est située dans les coteaux calcaires du Bassin aquitain datant du Crétacé supérieur, comme toute la moitié sud du département de la Charente.
On trouve le Coniacien sur une petite bande nord de la commune, puis le Santonien, qui occupe la partie au nord de Bois Vert inclus. La moitié sud de la commune est occupée par le Campanien, qui est un calcaire encore plus crayeux, et donne les paysages vallonnés du Sud Charente et de Champagne dans les régions de Blanzac et de Segonzac. Dans le Campanien, une cuesta faisant face au nord traverse la commune d'est en ouest, en haut de laquelle on trouve le chemin de la Faye (D.107). Cet escarpement traverse tout le département et s'étend à l'ouest vers  Bouteville et le sud de la plaine de Cognac, et à l'est à Juillaguet, Gurat, Verteillac, etc.,,,.
Le relief de la commune est celui d'un plateau faisant comme une crête de direction est-ouest entre deux vallées situées au nord et au sud, et qui est le sommet de cette cuesta. Le point culminant est à une altitude de 150 m, situé sur la limite orientale de la commune près de chez Naudin. Le point le plus bas est à 57 m, situé sur la limite sud le long de l'Écly. Le bourg, construit non loin de la crête, est à 125 m d'altitude.

### Hydrographie

#### Réseau hydrographique

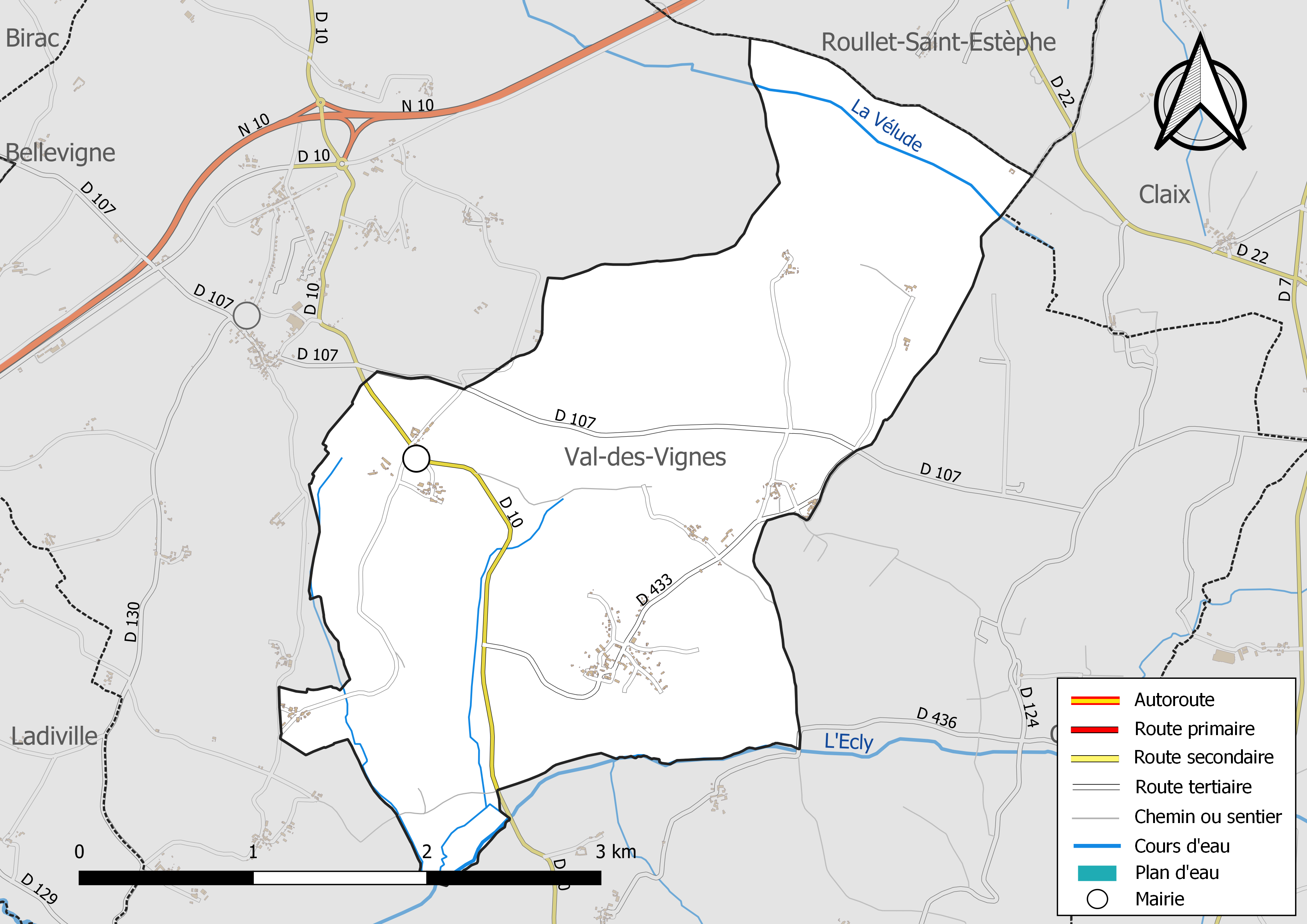
Réseaux hydrographique et routier d'Étriac.

La commune est située dans le bassin versant de la Charente au sein  du Bassin Adour-Garonne. Elle est drainée par l'Ecly, la Vélude, et par deux petits cours d'eau, qui constituent un réseau hydrographique de 7 km de longueur totale,.
L'Écly, affluent du Né et sous-affluent de la Charente, passe en limite sud de la commune. Deux ruisseaux intermittents assez courts descendent de la crête de part et d'autre du bourg pour s'y jeter. Au nord, un autre ruisseau intermittent de direction est-ouest longe la limite de commune.

#### Gestion des eaux
Le territoire communal est couvert par le schéma d'aménagement et de gestion des eaux (SAGE) « Charente ». Ce document de planification, dont le territoire correspond au bassin de la Charente, d'une superficie de 9 300 km2, a été approuvé le 19 novembre 2019. La structure porteuse de l'élaboration et de la mise en œuvre est l'établissement public territorial de bassin Charente. Il définit sur son territoire les objectifs généraux d’utilisation, de mise en valeur et de protection quantitative et qualitative des ressources en eau superficielle et souterraine, en respect des objectifs de qualité définis dans le troisième SDAGE  du Bassin Adour-Garonne qui couvre la période 2022-2027, approuvé le 10 mars 2022.

### Climat
Comme dans les trois quarts sud et ouest du département, le climat est océanique aquitain.

## Urbanisme

### Typologie
Au 1er janvier 2024, Étriac est catégorisée commune rurale à habitat dispersé, selon la nouvelle grille communale de densité à 7 niveaux définie par l'Insee en 2022.
Elle est située hors unité urbaine et hors attraction des villes,.

### Occupation des sols
L'occupation des sols de la commune, telle qu'elle ressort de la base de données européenne d’occupation biophysique des sols Corine Land Cover (CLC), est marquée par l'importance des territoires agricoles (84,4 % en 2018), une proportion sensiblement équivalente à celle de 1990 (84,8 %). La répartition détaillée en 2018 est la suivante : 
terres arables (55,9 %), zones agricoles hétérogènes (17,3 %), forêts (15,6 %), cultures permanentes (11,2 %). L'évolution de l’occupation des sols de la commune et de ses infrastructures peut être observée sur les différentes représentations cartographiques du territoire : la carte de Cassini (XVIIIe siècle), la carte d'état-major (1820-1866) et les cartes ou photos aériennes de l'IGN pour la période actuelle (1950 à aujourd'hui).

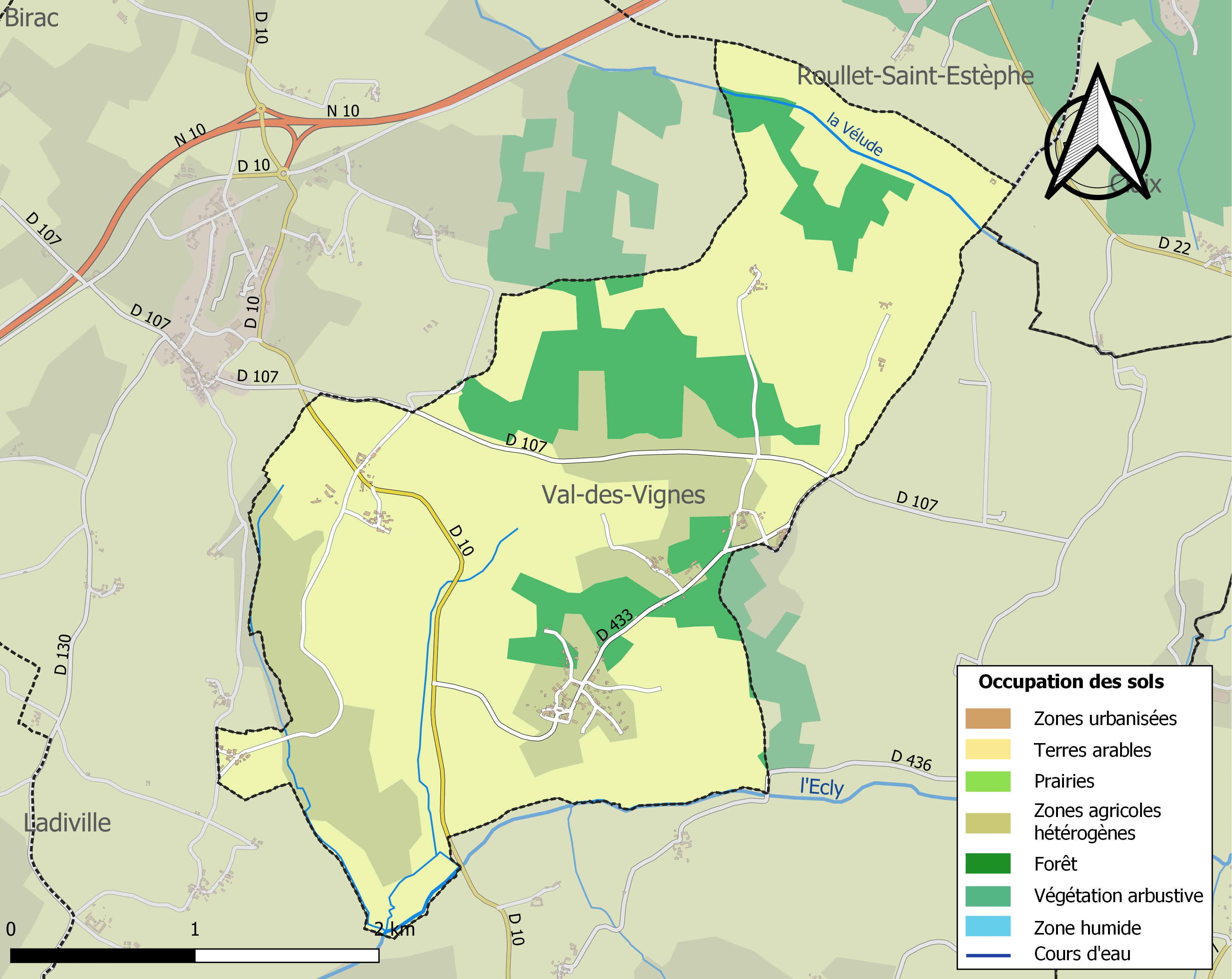
Carte des infrastructures et de l'occupation des sols de la commune en 2018 (CLC).

### Risques majeurs
Le territoire de la commune d'Étriac est vulnérable à différents aléas naturels : météorologiques (tempête, orage, neige, grand froid, canicule ou sécheresse), inondations et séisme (sismicité faible). Un site publié par le BRGM permet d'évaluer simplement et rapidement les risques d'un bien localisé soit par son adresse soit par le numéro de sa parcelle.
Certaines parties du territoire communal sont susceptibles d’être affectées par le risque d’inondation par ruissellement et coulée de boue, notamment l'Écly. La commune a été reconnue en état de catastrophe naturelle au titre des dommages causés par les inondations et coulées de boue survenues en 1982, 1983 et 1999,.

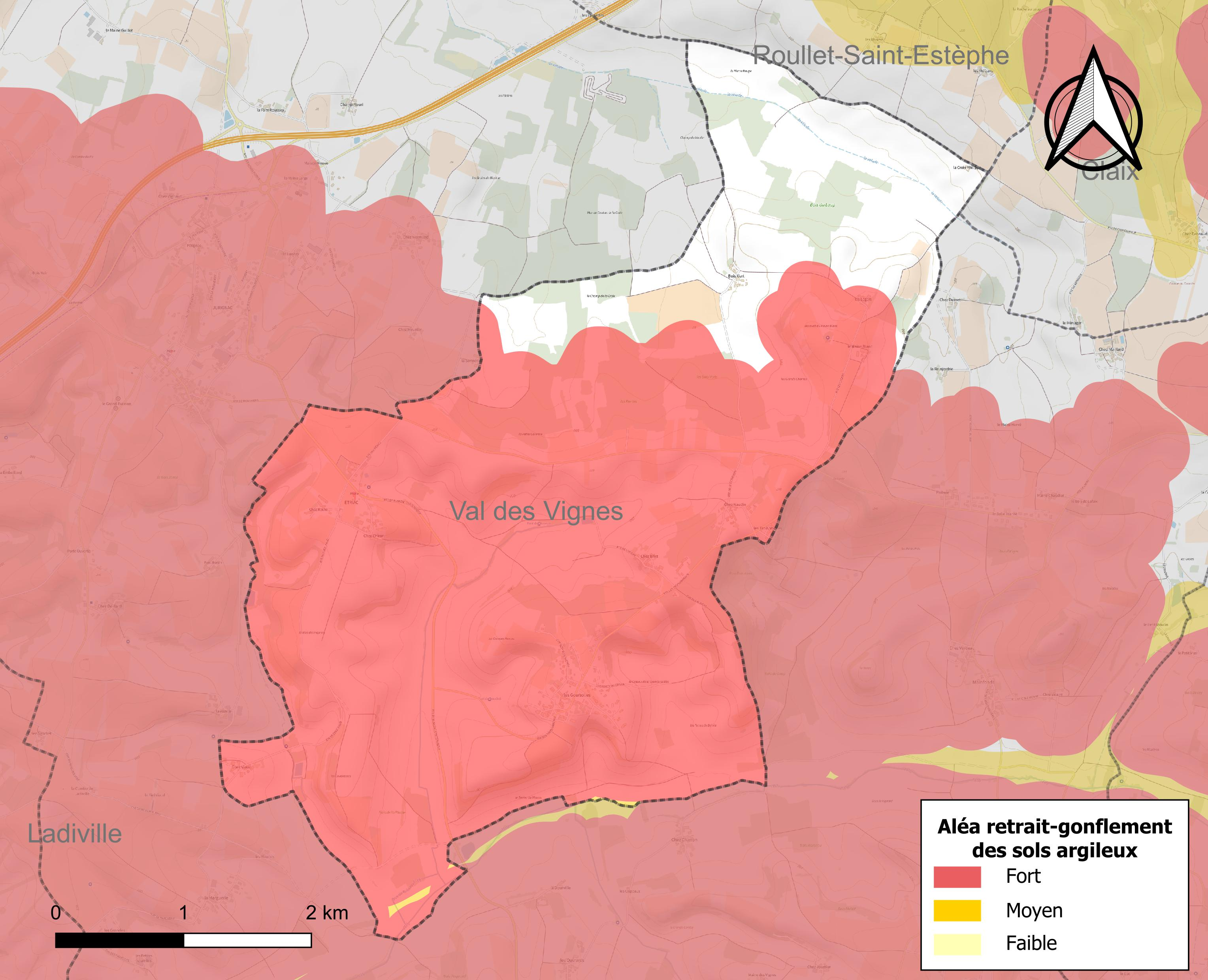
Carte des zones d'aléa retrait-gonflement des sols argileux d'Étriac.

Le retrait-gonflement des sols argileux est susceptible d'engendrer des dommages importants aux bâtiments en cas d’alternance de périodes de sécheresse et de pluie. 79 % de la superficie communale est en aléa moyen ou fort (67,4 % au niveau départemental et 48,5 % au niveau national). Sur les 110 bâtiments dénombrés sur la commune en 2019,  100 sont en aléa moyen ou fort, soit 91 %, à comparer aux 81 % au niveau départemental et 54 % au niveau national. Une cartographie de l'exposition du territoire national au retrait gonflement des sols argileux est disponible sur le site du BRGM,.
Par ailleurs, afin de mieux appréhender le risque d’affaissement de terrain, l'inventaire national des cavités souterraines permet de localiser celles situées sur la commune.
Concernant les mouvements de terrains, la commune a été reconnue en état de catastrophe naturelle au titre des dommages causés par la sécheresse en 2011 et par des mouvements de terrain en 1999.

## Toponymie
Les formes anciennes sont Istriaco, Estrayaco au XIIIe siècle.
L'origine du nom d'Étriac remonterait à un nom de personne latin Istrius, cognomen indiquant la nationalité d'Istrie, auquel est apposé le suffixe -acum, ce qui correspondrait au « domaine d'Istrius »,.

## Histoire
Entre le XVIe et XVIIIe siècles, une partie de la paroisse dépendait du logis d'Étriac, situé au bourg.

## Administration

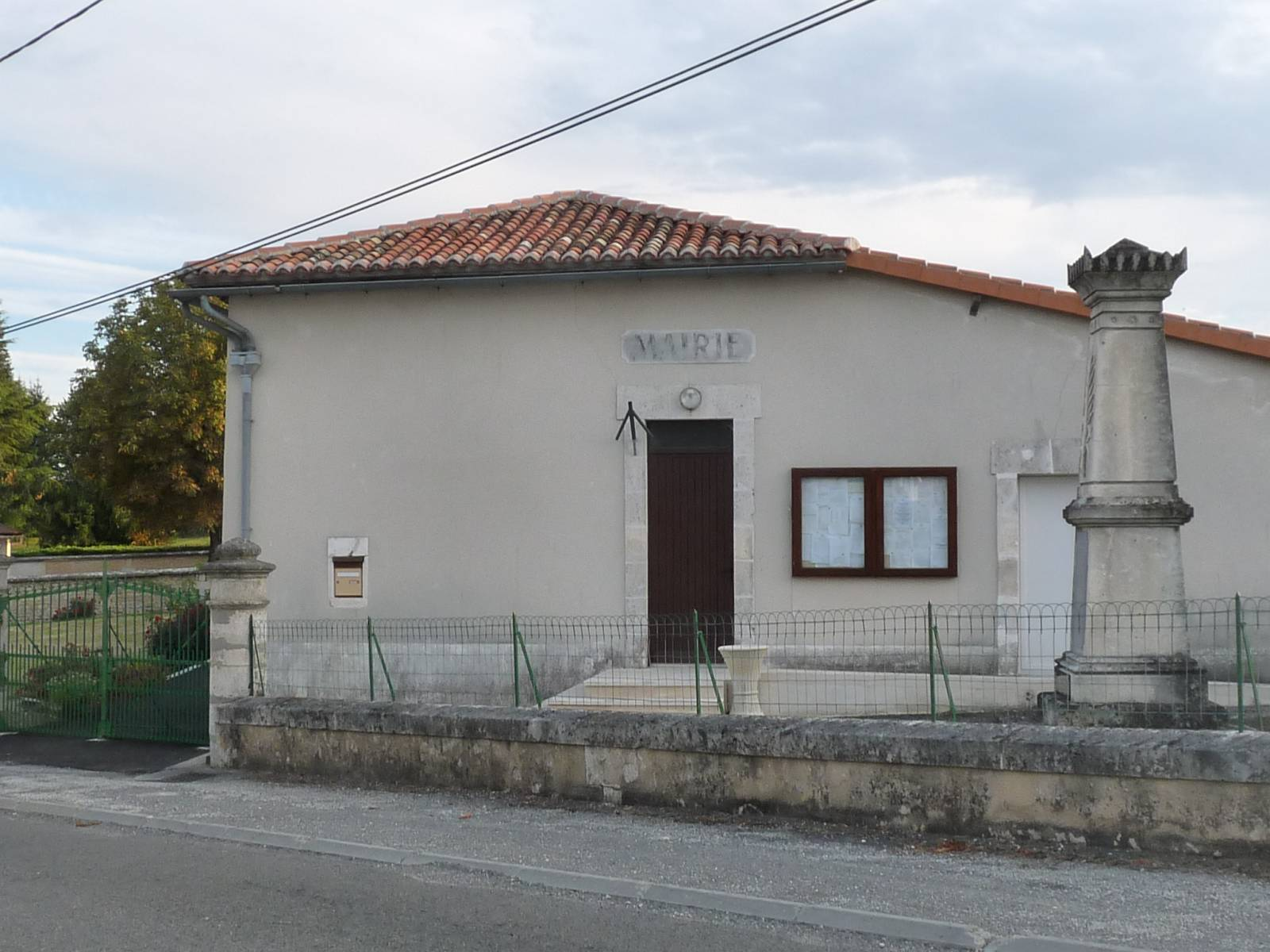
La mairie.

| Période                                  | Période  | Identité            | Étiquette | Qualité               |
| ---------------------------------------- | -------- | ------------------- | --------- | --------------------- |
| Les données manquantes sont à compléter. |          |                     |           |                       |
| avant 1988                               | 1989     | Roland Boussiquault |           |                       |
| 1989                                     | 2008     | Lucette Maillet     |           |                       |
| 2008                                     | En cours | Frédéric Baron      | SE        | Agriculteur céréalier |

## Démographie

### Évolution démographique
L'évolution du nombre d'habitants est connue à travers les recensements de la population effectués dans la commune depuis 1793. Pour les communes de moins de 10 000 habitants, une enquête de recensement portant sur toute la population est réalisée tous les cinq ans, les populations de référence des années intermédiaires étant quant à elles estimées par interpolation ou extrapolation. Pour la commune, le premier recensement exhaustif entrant dans le cadre du nouveau dispositif a été réalisé en 2004.

En 2022, la commune comptait 200 habitants, en évolution de −0,99 % par rapport à 2016 (Charente : −0,48 %, France hors Mayotte : +2,11 %).
| 1793 | 1800 | 1806 | 1821 | 1831 | 1841 | 1846 | 1851 | 1856 |
| ---- | ---- | ---- | ---- | ---- | ---- | ---- | ---- | ---- |
| 362  | 351  | 344  | 405  | 409  | 338  | 375  | 371  | 377  |

| 1861 | 1866 | 1872 | 1876 | 1881 | 1886 | 1891 | 1896 | 1901 |
| ---- | ---- | ---- | ---- | ---- | ---- | ---- | ---- | ---- |
| 340  | 345  | 333  | 316  | 273  | 243  | 205  | 218  | 208  |

| 1906 | 1911 | 1921 | 1926 | 1931 | 1936 | 1946 | 1954 | 1962 |
| ---- | ---- | ---- | ---- | ---- | ---- | ---- | ---- | ---- |
| 225  | 247  | 216  | 191  | 203  | 212  | 204  | 223  | 169  |

| 1968 | 1975 | 1982 | 1990 | 1999 | 2004 | 2006 | 2009 | 2014 |
| ---- | ---- | ---- | ---- | ---- | ---- | ---- | ---- | ---- |
| 162  | 157  | 154  | 175  | 165  | 177  | 183  | 192  | 203  |

| 2019 | 2022 | - | - | - | - | - | - | - |
| ---- | ---- | - | - | - | - | - | - | - |
| 198  | 200  | - | - | - | - | - | - | - |

### Pyramide des âges
La population de la commune est relativement jeune.
En 2018, le taux de personnes d'un âge inférieur à 30 ans s'élève à 32,8 %, soit au-dessus de la moyenne départementale (30,2 %). À l'inverse, le taux de personnes d'âge supérieur à 60 ans est de 22,2 % la même année, alors qu'il est de 32,3 % au niveau départemental.
En 2018, la commune comptait 100 hommes pour 100 femmes, soit un taux de 50 % de femmes, légèrement inférieur au taux départemental (51,59 %).
Les pyramides des âges de la commune et du département s'établissent comme suit.
| Hommes | Classe d’âge | Femmes |
| ------ | ------------ | ------ |
| 1,0    | 90 ou +      | 1,0    |
| 11,1   | 75-89 ans    | 9,1    |
| 11,1   | 60-74 ans    | 11,1   |
| 26,3   | 45-59 ans    | 23,2   |
| 19,2   | 30-44 ans    | 21,2   |
| 12,1   | 15-29 ans    | 12,1   |
| 19,2   | 0-14 ans     | 22,2   |

| Hommes | Classe d’âge | Femmes |
| ------ | ------------ | ------ |
| 1      | 90 ou +      | 2,7    |
| 9,2    | 75-89 ans    | 12     |
| 20,6   | 60-74 ans    | 21,3   |
| 20,7   | 45-59 ans    | 20,3   |
| 16,8   | 30-44 ans    | 16     |
| 15,6   | 15-29 ans    | 13,4   |
| 16,1   | 0-14 ans     | 14,3   |

## Économie

### Agriculture
La viticulture occupe une partie de l'activité agricole. La commune est située dans les Fins Bois, dans la zone d'appellation d'origine contrôlée du cognac.

## Lieux et monuments
L'église paroissiale Saint-Germain est romane du XIIe siècle. Elle est inscrite aux monuments historiques depuis 1965.

Église Saint-Germain
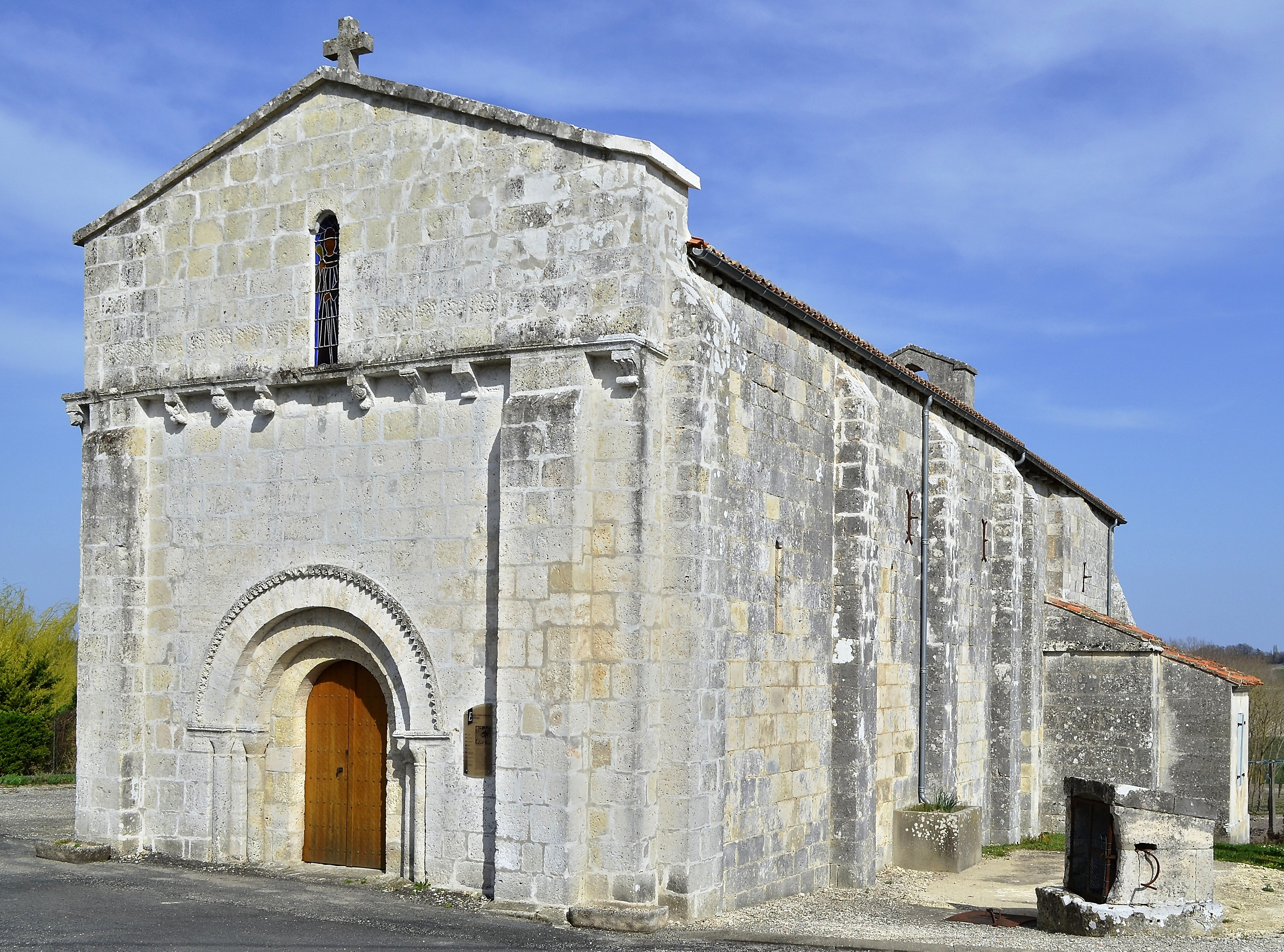
La façade.
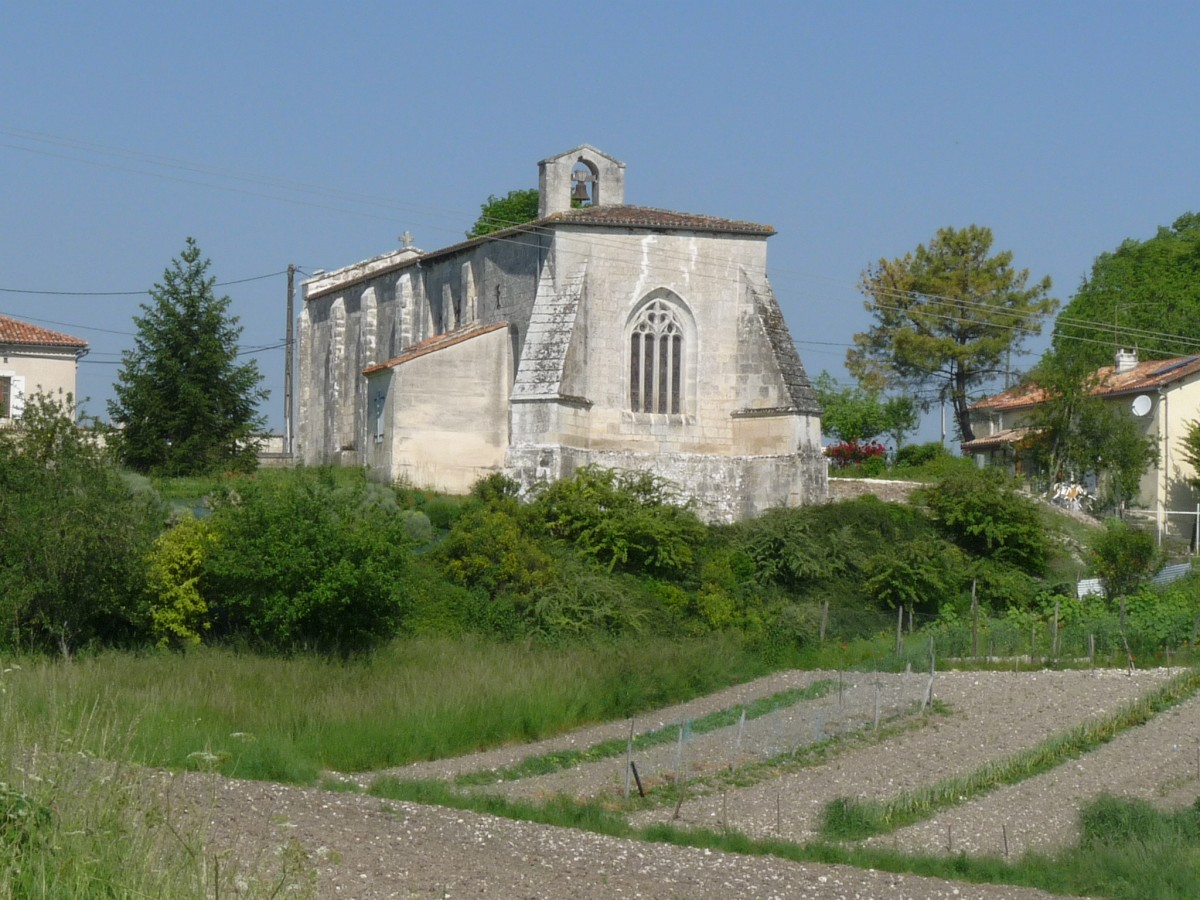
L'arrière.

De l'ancien logis il ne reste qu'une tour ronde à fenêtre au décor du XVe siècle, coiffée d'un toit en poivrière. Le reste des bâtiments a été rebâti au XXe siècle.